# 新界區專線小巴811線
新界區專線小巴811線是香港一條由興銳營辦的綠色專線小巴路線，來往穗禾苑至愉翠苑，途經火炭工業區、火炭站、沙田第一城及威爾斯親王醫院。
新界專綫小巴路線811A，來往華翠園及碧濤花園，除了輔助811線外，亦提供較深入的華翠園一帶豪宅區及沙田學院往來城門河東岸地區的第一城、石門，及接駁港鐵東鐵線及屯馬綫的公共交通服務。
新界專綫小巴路線811B，循環線來往耀安邨及火炭（長瀝尾街），只於星期一至星期五繁忙時間為馬鞍山及火炭的居民提供服務，前身為新界區專線小巴801線。
新界專綫小巴路線811P，循環來往駿景園至置富第一城。
新界專綫小巴路線811K，循環來往穗禾苑至火炭站。
新界專綫小巴路線811S，循環來往穗禾苑及耀安邨，只於每日早上為馬鞍山及火炭的居民提供服務，前身為新界區專線小巴801S線。
811系路線可算是同時肩負3條已取消的巴士路線（第1代九巴84K、第1代九巴86K、九鐵接駁巴士K11）及3條已取消的專綫小巴路線（801、801S、第2代808A）任務的公共交通服務，前述3條巴士線及在取消前，跟811/811A服務範圍是很相當接近的。

## 簡介及歷史
來往穗禾苑至圓洲角一帶的交通服務，早於1982年已經開始提供，當時九巴開辦第1代84K（來往穗禾苑至小瀝源），以配合九廣東鐵電氣化首期通車而開辦，來回程改經大涌橋道，同日起開辦第1代86K（小瀝源至火炭），直至1984年12月2日因沙田區內巴士路線重組，上述兩線停止服務，在此後16年間並沒有直接的公共交通往來穗禾苑至沙田第一城、圓洲角一帶，需轉乘方能抵達。直至2000年中，本路線投入服務後，才再次有直接來往穗禾苑至圓洲角一帶公共交通。
- 2000年年中：811投入服務，初時往來穗禾苑至圓洲角。
- 2003年6月15日：811線延長至愉翠苑；同一天811A線投入服務，初時來往華翠園及愉翠苑。[5]
- 2006年6月19日：811P線（分別為穗禾苑線及第一城線）投入服務。
- 2009年7月30日：811A線配合碩門邨正式入伙而延長至該處，不再途經愉翠苑並改為循環線運作。
- 2010年2月21日：811S線投入服務，取代原有的801S線，總站穗禾苑二期遷往穗禾苑一期。[6]
- 2012年7月29日：811A線每日09:00起開出之班次延駛至碧濤花園，811S線由全日行駛改為只於每日早上行駛。[7]
- 2012年9月21日：811B線投入服務，取代原有的801線，由全日行駛改為只於星期一至五繁忙時間行駛。
- 2021年6月16日：811P線分拆重組，穗禾苑線改為811K，811P為第一城線專用。

## 服務時間及班次
811
- 每日穗禾苑開：06:15-23:10(5-8分鐘)
- 每日愉翠苑開：06:15-23:15(5-8分鐘)

811P
- 每日沙田第一城開：06:00-10:00、16:00-21:00(5-6分鐘)
- 每日駿景園開：06:00-10:00、16:00-21:00(5-6分鐘)

811K
- 每日穗禾苑開：07:00-09:30(5-6分鐘)

811A
- 每日華翠園開：06:15-23:00(20-30分鐘)
- 每日碧濤花園開：06:15-23:00(20-30分鐘)

811B
- 星期一至五耀安開：06:30-09:30、17:40-19:40(15-20分鐘)
- 星期一至五火炭（長瀝尾街）開：17:20(單向開往耀安)

811S
- 每日穗禾苑開：06:30-09:20(20-30分鐘)

## 收費
在2024年7月21日加價，升幅很大
811
- 全程收費：8.3
  - 穗禾苑往來火炭站：$5.7
  - 駿景園往來愉翠苑：$5.7
  - 沙田第一城往愉翠苑：$5.0

811P、811K
- 全程收費：$5.7

811A
- 全程收費：$10.2
  - 華翠園往來石門站：$9.2
  - 穗禾苑往來碧濤花園：$9.2
  - 穗禾苑往來石門站：$8.3
  - 華翠園往來火炭站：$7.1
  - 火炭站往來碧濤花園：$7.1
  - 穗禾苑往來火炭站：$5.7
  - 火炭站往來石門站：$5.7
  - 第一城站往來碧濤花園：$5.7
  - 第一城中心往來第一城站：$5.0
  - 第一城站往來石門站：$5.0
  - 石門站往來碧濤花園：$5.0

811B
- 全程收費：$11.7
  - 耀安邨來往濱景花園：$8.1
  - 亞公角漁民新村往火炭：$6.9
  - 駿景園往濱景花園：$6.9
  - 濱景花園往耀安邨：$8.1

811S
- 全程收費：$11.3
  - 穗禾苑往來大水坑站：$8.3
  - 濱景花園往耀安邨：$6.8
  - 富安花園往火炭(長瀝尾街) ：$6.8

## 港鐵轉乘優惠
乘搭本路線於登車後一小時半內於任何一個相遇的港鐵車站轉乘港鐵，或乘搭港鐵出閘後一小時半內轉乘本路線，第二程可獲$0.50的折扣優惠。若本身已有指定車站的港鐵轉乘優惠，優惠則以兩者較高的為準。
乘客請注意以下各項細則：
1) 乘客須以同一張八達通卡繳付兩程車費，每日可享用相關轉乘優惠兩次。
2) 必須於指定時限內完成轉乘，期間乘客不可以用同一張八達通卡乘搭其他交通工具，否則轉乘優惠將被取消；惟以該八達通卡進行與乘車無關的交易，如增值、購買汽水、使用公共電話、即影即有照片不多於九次則不受影響。
3) 如乘客剛以同一張八達通卡享用機場快線「免費港鐵接駁」，則不可同時享用轉乘優惠。
4) 如港鐵同時提供多項優惠，乘客只可享用最高優惠的一項。
5) 在轉乘次程車程前，必須確保八達通卡之餘額為正數，設有自動增值系統之八達通卡則不受影響。

## 行車路線
811
- 往愉翠苑，駛經：穗禾苑通路、穗禾路、火炭路、松頭下路、樂林路、樂信徑、樂景街、火炭路、大涌橋路、小瀝源路、銀城街、插桅杆街、牛皮沙街及翠欣街
- 往穗禾苑，駛經：牛皮沙街、插桅杆街、銀城街、小瀝源路、大涌橋路、火炭路、樂景街、樂信徑、樂蓮徑、樂林路、松頭下路、桂地街、山尾街、穗禾路及穗禾苑通路
  - 粗體為811P服務路段
  - 斜體為811K服務路段

811A
- 往碧濤花園，駛經：穗禾路、火炭路、松頭下路、樂林路、樂信徑、樂景街、火炭路、大涌橋路、小瀝源路、銀城街、插桅杆街、安明街、安睦街、安明街、安耀街、安心街、安麗街及安景街
- 往華翠園，駛經：安景街、安心街、安耀街、安明街、插桅杆街、銀城街、小瀝源路、大涌橋路、火炭路、樂景街、樂信徑、樂蓮徑、樂林路、松頭下路、桂地街、山尾街及穗禾路

811B
- 駛經：恆康街、西沙路、恆輝街、恆耀街、恆輝街、西沙路、恆德街、亞公角街、大涌橋路、火炭路（翠榕橋）、火炭路、桂地街、長瀝尾街、長瀝尾街、穗禾路、火炭路、松頭下路、樂林路、樂信徑、樂景街、火炭路、火炭路（翠榕橋）、大涌橋路、亞公角街、恆德街、西沙路及恆康街

811S
- 駛經：穗禾路、火炭路、翠榕橋、大涌橋路、亞公角街、恆信街、西沙路、鞍超街、鞍駿街、鞍源街、西沙路、恆康街、西沙路、鞍超街、鞍駿街、鞍源街、西沙路、恆德街、亞公角街、大涌橋路、翠榕橋、火炭路、桂地街、長瀝尾街及穗禾路

## 811系路線的主要客源
811
- 穗禾苑、駿景園居民到沙田第一城一帶學校上學及到威爾斯親王醫院探病、覆診或上班
- 到火炭工業區上班的第一城、愉翠苑居民，或到火炭站轉乘東鐵線

811A
除了811線服務範圍外（811A並不駛經愉翠苑），還包括下列客源：
- 華翠園一帶豪宅區居民到威爾斯親王醫院覆診、探病或上班，或到火炭站/第一城站接駁港鐵
- 英基沙田學院（同時設有小學部及中學部）師生
- 到石門工業區上班的火炭居民
- 到火炭工業區上班的碩門邨、碧濤花園及沙田第一城居民

811B、811S
- 到火炭工業區上班的馬鞍山及亞公角居民

## 特別加班車
有一些車是811B線轉往特別加班車，司機使用'811P 駿洋邨'路線牌, 請乘客時刻留意路線牌，搭錯車就真的是很麻煩!

## 用車
811線與811A線共使用21輛豐田CoasterLPG︰
| 車牌   | 代數 | 常註路線         | 備註 |
| ------ | ---- | ---------------- | ---- |
| DC7313 | 5LS2 | 上午需行走811A線 |      |
| DK6269 | 5LS2 | 需行走811P線     |      |
| DY8202 | 5LS2 | 需行走811線      |      |
| EF5683 | 7LL  | 需行走811P線     |      |
| EL 896 | 7LL  | 需行走811B線     |      |
| EU1929 | 5LS2 | 需行走811A線     |      |
| EU3208 | 5LS2 | 需行走811線      |      |
| FB8323 | 5LS2 | 需行走811P線     |      |
| FJ6366 | 7LL  | 需行走811B線     |      |
| LU1266 | 7LL  | 需行走811P線     |      |
| LU4338 | 5LS2 | 需行走811A線     |      |
| LV6751 | 5LS2 | 需行走811線      |      |
| LW9835 | 5LS2 | 需行走811線      |      |
| MD7837 | 7LL  | 需行走811B線     |      |
| MD8117 | 5LS2 | 需行走811A線     |      |
| MD8322 | 5LS2 | 需行走811K線     |      |
| ME4481 | 5LS2 | 上午需行走811線  |      |
| MN4533 | 5LS2 | 需行走811P線     |      |
| NC3911 | 7LL  | 上午需行走811S線 |      |
| NX2495 | 6LS  | 需行走811A線     |      |
| RG5367 | 6LS  | 需行走811P線     |      |
| WC6681 | 7LL  | 需行走811線      |      |
| WK6705 | 7LL  | 需行走811線      |      |
| WP6625 | 7LL  | 需行走811P線     |      |
| WY5758 | 7LL  | 需行走811線      |      |
| XS9282 | 7LL  | 需行走811線      |      |

## 路線牌
本路線使用'811 穗禾苑'及'811 愉翠苑' 路線牌

## 外部連結
- 681巴士總站：新界區專線小巴811線
- 681巴士總站：新界區專線小巴811A線
- 小巴薈：811 （页面存档备份，存于）
- 小巴薈：811A （页面存档备份，存于）